# Капошвар
Капошвар (мађ. Kaposvár) је значајан град у Мађарској, смештен у југозападном делу државе. Капошвар је управно средиште жупаније Шомођ.
Град има 67.464 становника према подацима из 2008. године.
Овде постоје ФК Шомођ и Стадион Ракоци.

## Географија
Град Капошвар се налази у југозападном делу Мађарске. Од престонице Будимпеште град је удаљен 186 km југозападно. Са Будимпештом је повезан добрим саобраћајним везама (магистрална пруга Будимпешта - Загреб - Јадран и савремени ауто-пут М7 пролазе 20 km северно од града).
Капошвар се налази у западном делу Панонске низије и нема реку. Око града налази се таласасти предео, који се јужније уздиже у планину Мечек. Клима у граду је умерено континентална.

## Историја
Насеобине на територији града су постојале још у 5. миленијуму п. н. е., прва насеља граде Келти око 400 година п. н. е., а 1009. године краљ Св. Стефан Мађарски помиње град Copus (Kapos).
Град није имао већи значаја у средњовековно и османско време (1555-1686). Неколико деценија после ослобађања од Турака град је постао средиште новоосноване жупаније Шомођ (1749. г.), што је довело до општег развоја Капошвара. У 19. веку град се индустријализује.
У 20. веку град је прошао без већих последица током ратних сукоба и у другој половини века доживео је наглу урбанизацију. После пада комунизма и развоја тржишта градска привреда се нашла у тешкоћама због релативне забачености града, због чега Капошвар и данас губи становништво.

## Становништво
По процени из 2017. у граду је живело 62.446 становника.
| 1990.  | 2001.  | 2011.  | 2017.  |
| ------ | ------ | ------ | ------ |
| 71.788 | 68.697 | 66.245 | 62.446 |

## Партнерски градови
- Мостар
- Мијеркуреја Чук
- Раума
- Скио
- Дархан
- Üsküdar
- Кантхо
- Бат
- Глинде
- Копривница
- Сен Себастјен сир Лоар
- Твер
- Филах

## Галерија
- Музеј у Капошвару
- фонтана са статуом Св. Стефана Мађарског